# Isachne globosa
Espèce
Isachne globosa est une espèce de plantes à fleurs de la famille des Poaceae. Son aire de répartition naturelle s'étend d'Oman à l'Asie tropicale et subtropicale jusqu'au Pacifique occidental. C'est une plante vivace ou annuelle qui pousse principalement dans le biome tropical humide.

## Description
Isachne globosa est une graminée vivace qui pousse en touffes et peut atteindre jusqu'à 1 m de hauteur. On la trouve dans les prairies ouvertes, les savanes et les forêts. La fleur est petite, blanche à rose pâle, à quatre pétales. La graine est une petite graine ronde noire. Les plants sont petits, avec une seule feuille séminale et une courte tige.

## Répartition et habitat
Isachne globosa est présente dans de très nombreux pays d'Asie et du Pacifique. Andaman Is., Assam, Bangladesh, Borneo, Caroline Is., China North-Central, China South-Central, China Southeast, East Himalaya, Fiji, India, Japan, Jawa, Korea, Lesser Sunda Is., Malaya, Maluku, Manchuria, Marianas, Myanmar, Nansei-shoto, Nepal, New Caledonia, New Guinea, New South Wales, New Zealand North, New Zealand South, Nicobar Is., Northern Territory, Oman, Philippines, Queensland, Solomon Is., South Australia, Sri Lanka, Sulawesi, Sumatera, Taiwan, Tasmania, Thailand, Victoria, Vietnam, West Himalaya.
Isachne globosa est une adventice de la culture du riz,,,,,.

## Isachne globosaet l'Homme
Isachne globosa est utilisée en médecine traditionnelle pour traiter la fièvre, les inflammations et les maladies de peau. Elle est également utilisée comme plante ornementale dans les jardins.

## Dénomination
Ce taxon porte en anglais le nom vernaculaire ou normalisé suivant : Globe wiregrass.[réf. nécessaire]

## Systématique
Le nom correct complet (avec auteur) de ce taxon est Isachne globosa (Thunb.) Kuntze.
L'espèce a été initialement classée dans le genre Milium sous le basionyme Milium globosum Thunb.
Isachne globosa a pour synonymes :
- Agrostis globosa (Thunb.) Poir.
- Aira ischaemoides K.D.Koenig
- Aira ischaemoides K.D.Koenig ex Kunth
- Aira ischoemoides J.Koenig
- Aira ischoemoides J.Koenig ex Kunth
- Aira violacea Willd.
- Aira violacea Willd. ex Steud.
- Eriochloa globosa (Thunb.) Kunth
- Eriochloa japonica Steud.
- Helopus globosus (Thunb.) Steud.
- Isachne adstans (Steud.) Miq.
- Isachne altissima Debeaux
- Isachne atrovirens (Trin.) Trin.
- Isachne australis subsp. effusa Trin.
- Isachne australis subsp. effusa Trin. ex Hook.f.
- Isachne australis var. effusa Trin.
- Isachne australis var. effusa Trin. ex Hook.f.
- Isachne australis R.Br.
- Isachne dispar subsp. villosa C.E.C.Fisch.
- Isachne dispar var. villosa C.E.C.Fisch.
- Isachne dispar Trin.
- Isachne globosa subsp. brevispicula Ohwi
- Isachne globosa subsp. compacta W.Z.Fang
- Isachne globosa subsp. compacta W.Z.Fang ex S.L.Chen
- Isachne globosa subsp. daviumbuensis Jansen
- Isachne globosa subsp. effusa (Trin. ex Hook.f.) Senaratna
- Isachne globosa subsp. obscura (Buse) Henrard
- Isachne globosa var. brevispicula Ohwi
- Isachne globosa var. ciliaris Ohwi
- Isachne globosa var. compacta W.Z.Fang
- Isachne globosa var. compacta W.Z.Fang ex S.L.Chen
- Isachne globosa var. daviumbuensis Jansen
- Isachne globosa var. globosa
- Isachne globosa var. obscura (Buse) Henrard
- Isachne heterantha Hayata
- Isachne javana Nees
- Isachne javana Nees ex Miq.
- Isachne javana Nees ex Steud.
- Isachne lepidota (Steud.) Walp.
- Isachne lutaria Santos
- Isachne meneritana var. dispar (Trin.) F.N.Williams
- Isachne meneritana var. dispar (Trin.) N.H.Williams
- Isachne miliacea subsp. javanica (Buse) Henrard
- Isachne miliacea subsp. madurensis Jansen
- Isachne miliacea subsp. obscura Buse
- Isachne miliacea subsp. ovalifolia Jansen
- Isachne miliacea subsp. stricta Ridl.
- Isachne miliacea var. dispar (Trin.) Hack.
- Isachne miliacea var. obscura Buse
- Isachne miliacea var. stricta Ridl.
- Isachne miliacea Roth
- Isachne miliacea Roth ex Roem. & Schult.
- Isachne miliaceae Roth, 1821
- Isachne minutula subsp. javanica Buse
- Isachne muricata Nees
- Isachne muricata Nees ex Steud.
- Isachne nodibarbata (Hochst. ex Steud.) Henrard
- Isachne ponapensis Hosok.
- Isachne virgata Nees
- Isachne virgata Nees ex Steud.
- Milium globosum Thunb.
- Panicum adstans Steud.
- Panicum antipodum var. atrovirens (Trin.) Trin.
- Panicum antipodum Spreng.
- Panicum atrovirens Trin.
- Panicum australe (R.Br.) Raspail
- Panicum batavicum Steud.
- Panicum benjamini Steud.
- Panicum dispar (Trin.) Steud.
- Panicum dispar (Trin.) Trin.
- Panicum lepidotum Steud.
- Panicum nodibarbatum Hochst.
- Panicum nodibarbatum Hochst. ex Steud.
- Panicum violaceum Klein
- Panicum violaceum Klein ex Thiele